# پورت وینسنت (استرالیای جنوبی)
پورت وینسنت (به انگلیسی: Port Vincent) یک شهرک در استرالیا است که در استرالیای جنوبی واقع شده‌است.